# Goudelin
Goudelin település Franciaországban, Côtes-d’Armor megyében. Lakosainak száma 1716 fő (2022. január 1.). Goudelin Bringolo, Gommenec’h, Lannebert, Lanvollon, Le Merzer, Pommerit-le-Vicomte és Tressignaux községekkel határos.

## Népesség
A település népességének változása:
| Lakosok száma | 1243 | 1267 | 1258 | 1558 | 1701 | 1737 | 1746 | 1729 | 1725 | 1716 |
|               | 1968 | 1982 | 1990 | 2006 | 2013 | 2015 | 2017 | 2019 | 2020 | 2022 |